# Държавно устройство на Северна Корея
Официално Северна Корея е демократична република, но де факто е еднопартийна следваща идеологията чучхе, чиято основна цел е пълната независимост в икономическо, социално и културно отношение. Северна Корея се управлява от Корейската работническа партия и е под автократичното управление на Ким Чен Ун. Той е и върховен главнокомандващ на въоръжените сили, и има огромно влияние върху всички сектори на държавната власт.
Липсата на участие в световната политика и икономика са причината много медии да наричат Северна Корея „отшелническо царство“ – прякор, даван на Корея по времето на династия Чосон.

## Държавен глава
Президентът е глава на държавата, на правителството и е председател на Централния народен комитет. Той се избира на всеки 4 години от Великото Народно Събрание. Титлата „президент“ (чуск) се възприема от конституцията от 1972 г. Преди това неин еквивалент е бил „председател на Комитета на Великото народно събрание“. На 24 май 1990 г. ВНС преизбира Ким Ир Сен за президент за пет поредни мандата.
Президентът управлява Държавния административен съвет. От 1972 г. той е върховен командир на въоръжените сили и председател на Комисията по национална отбрана, въпреки че Ким Ир Сен назначава сина си на първи пост през декември 1991 г., а на втория – през 1993 г.
Авторитарността на президента е над всички останали. Той одобрява законите, гласувани от ВНС, решенията на Комитета към ВНС и др. Никой не може да заеме висок правителствен пост без препоръката на президента. Дори съдилищата и прокуратурата са зависими от него.
Конституцията постановява, че трябва да има двама вицепрезиденти. През юли 1992 г. Пак Сън-Чил (избран през 1977) и И Чун-кхъ (избран през 1984 г.) са били вицепрезиденти на Северна Корея.

## Политически партии, парламент и конституция
Макар Северна Корея да е еднопартийна страна, номинално съществуват три отделни партии. Те формират коалиция, наречена Демократичен фронт за обединение на Отечеството. Коалицията включва водещата партия – Работническата, и две по-малки партии – Корейска социалдемократическа партия и Чондоистка партия. Последните две съществуват независимо до 60-те години, след което те на практика стават сателитни на КРП, и се различават съвсем малко от нея по отношение на политическата ориентация.
Управляваща е Корейската работническа партия, която формулира националните цели, приоритети, както и административната йерархия. Тя е централният координатор на административната и икономическата дейност на национално и местно равнище. Чрез организационните си канали, които са проникнали във всички правителствени и икономически организации, партията продължава да надзирава административните операции и да контролира държавната дисциплина. Без изключение, всички основни правителствени постове се заемат от лоялни към нея хора, повечето от които са обучени по севернокорейски, което означава, че са идеологически и практически експерти.
Върховното народно събрание (ВНС) се състои от 687 членове, избирани непряко за период от 5 години. ВНС заседава само два пъти в годината за период от няколко дни. Президиумът на Върховното народно събрание изпълнява функцията на законодателна власт. Събранието гласува и ратифицира предложения на различните политически партии. На практика този орган е с много малка власт.
Петата и настояща конституция на страната е приета през 1998. Предишната конституция на Ким Ир Сен функционира от 1972 до 1992. Тя представлява необичайна комбинация от елементи на пруското и японско право, с много строги наказания за всички видове престъпления.

## Правителствена организация
През 90-те години на 20 век философията на отношенията между правителството и партията не се променя. Правителствените органи се считат за извършители на главната линия на политиката на партията. От тях се очаква да са инструмент на политиката и директивите на партията, като мобилизират масите. Всички правителствени организации трябва да служат на народа. Авторитарното бюрократично поведение остава главен източник на притеснения за ръководството на партията. Това притеснение донякъде може да обясни засилените усилия на партията от началото на 70-те години на 20 век за водене на идеологическа борба срещу бюрократичния стил на работа на правителствените организации. Основната линия е към засилен партиен контрол и направляване на всички административни и икономически органи.
През януари 1990 г. Ким Ир Сен прокарва лозунга „Да служим на народа“ и поощрява служителите на партията да поддържат връзка с народа и всеотдайно да работят като негови верни слуги. Според него падането на социализма в някои страни трябва да е урок за Северна Корея и е свързано с провалите на партийното строителство и партийната дейност. Той набляга на важността на подсилването на идеологическото единство на партията и провежда обучение по принципите на идеологията чучхе, революционно традиционно обучение, както и социалистическо и патриотично обучение.
Партията формулира националните цели, приоритети, както и административната йерархия. Тя е централния координатор на административната и икономическата дейност на национално и местно равнище. Чрез собствените си организационни канали, които са проникнали във всички правителствени и икономически организации, партията продължава да надзирава административните операции и да контролира държавната дисциплина. Без изключение, всички основни правителствени постове се заемат от лоялни към нея хора, повечето от които са обучени по севернокорейски, което означава, че са идеологически и практически експерти.

## Роля на въоръжените сили
Постът председател на Държавната комисия по отбраната е създаден през 1998 като част от конституционната реформа. До смъртта си през 2011 председател на ДКО е Ким Чен Ир, а негов заместник е вицемаршал Ким Йон Чун. Това е най-висшата ръководна длъжност в Корейската народна армия, и де факто (но не и по конституция) в страната. ДКО е оглавена посмъртно от Ким Чен Ир (като „вечен председател“), а официално от заместник-председателя Ким Чен Ун.
Армията е един от основните инструменти на властта. Тя има широко влияние и служители, внедрени във всички институции. Като идеологическо и патриотично ядро на страната военните се грижат за „социалистическия строеж“ (вътрешна и външна сигурност, строеж и ремонт на инфраструктура и т.н.). Те помагат на земеделците в обработката на земя при нужда от бързо увеличаване на производството, строят сгради, и подобно на американската национална гвардия, оказват съдействие при природни бедствия.

## Идеология
Въпреки че мнозина изследователи я възприемат като комунистическа страна, Северна Корея отхвърля марксизъм-ленинизма още през 1970-те години, и премахва всички препратки към комунизма от конституцията си през 2009 година.
През 70-те години Ким Ир Сен започва да се дистанцира както от марксизъм-ленинизма на Съветския съюз и Източния блок, така и от маоизма на Китай. Според него тези системи пораждат желание за „слагачество“ в човека, а СССР и Китай рано или късно ще се отклонят от идеите на комунизма и ще се поддадат на капитализма. Така Ким започва да налага чучхе като основна идеология. Тя представлява комбинация от традиционни корейски ценности, конфуцианство, национализъм, част от идеите на марксизма и няколко концепции, заети от Прусия, и изповядва самодостатъчност и пълна икономическа, политическа, културна и военна независимост. Това полага началото на политическата и икономическа изолация на КНДР, която продължава и в наши дни.